# Christianisme en Jordanie
Les chrétiens de Jordanie représentent entre 3 et 6 % de la population du pays et appartiennent à plusieurs dénominations (Orthodoxes orientaux, Orthodoxes, Catholiques orientaux et latins, Anglicans et Protestants).

## Communautés chrétiennes

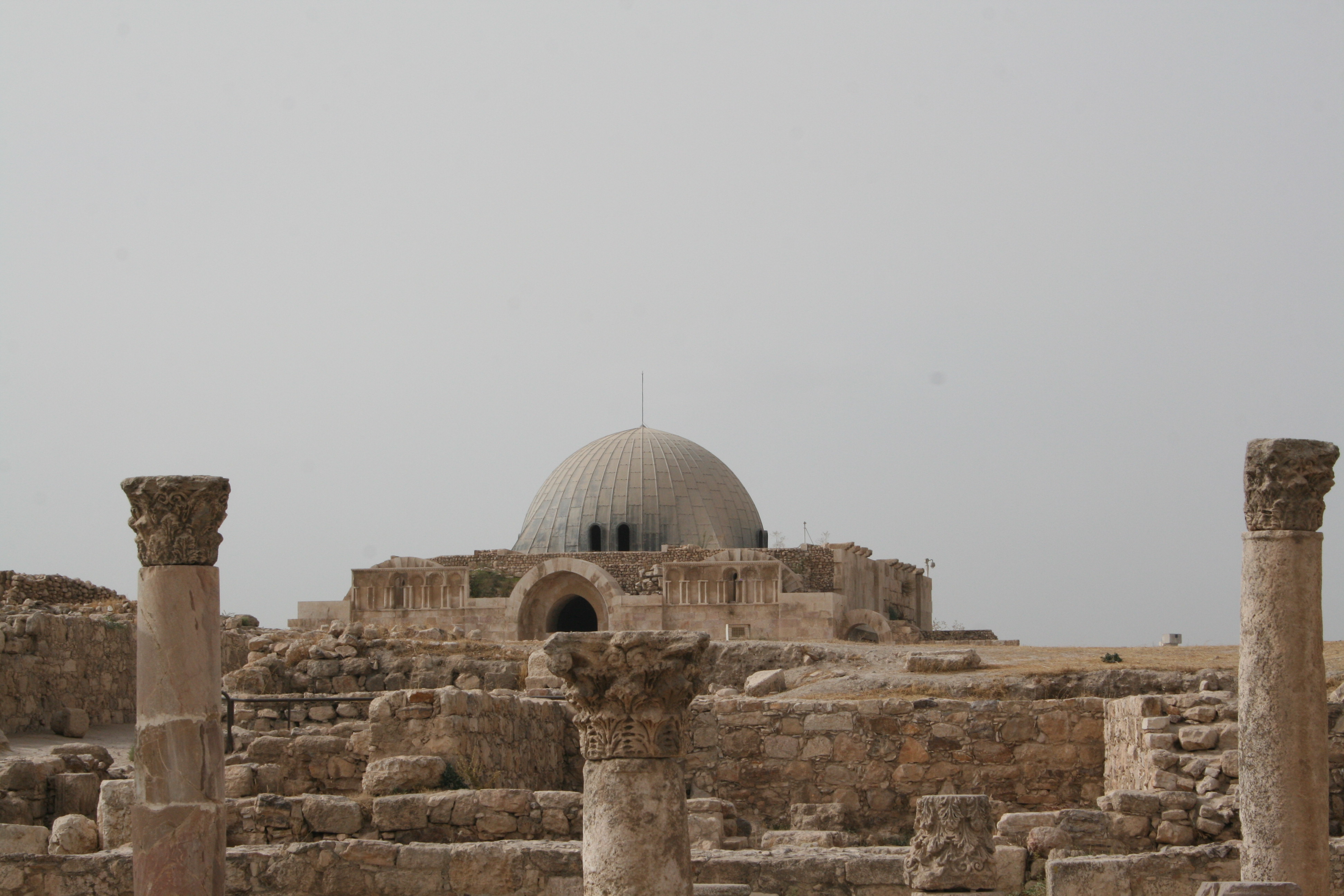
Église byzantine d'Amman

Distributions des chrétiens de Jordanie selon les différentes confessions :
| Église                                               | Année 2000      |
| ---------------------------------------------------- | --------------- |
| Église orthodoxe de Jérusalem (Grecs Orthodoxes)     | 200 000 Fidèles |
| Église grecque-catholique melkite                    | 130 000 Fidèles |
| Église latine                                        | 20 000 Fidèles  |
| Protestants                                          | 10 000 Fidèles  |
| Église catholique chaldéenne                         | 8 000 Fidèles   |
| Église apostolique arménienne (Arméniens orthodoxes) | 7 000 Fidèles   |
| Église catholique syriaque                           | 5 000 Fidèles   |
| Église arménienne catholique                         | 3 000 Fidèles   |
| Église maronite                                      | 3 000 Fidèles   |
| Église syriaque orthodoxe                            | 2 000 Fidèles   |
| Total des Chrétiens                                  | 400 000 Fidèles |

### Les Églises des deux conciles
- Église apostolique assyrienne de l'Orient : La Jordanie fait partie de l'archidiocèse de l'Irak, de la Russie et de la Jordanie (siège en Irak). Nombreux réfugiés d'Irak[1].
- Ancienne Église de l'Orient : Nombreux réfugiés d'Irak[1].

### Les Églises des trois conciles
- Église syriaque orthodoxe, de liturgie syriaque
- Église copte orthodoxe
- Église apostolique arménienne

### Les Églises des sept conciles
- Église orthodoxe de Jérusalem : Archidiocèse de Hiéropolis et de la Jordanie orientale, de liturgie byzantine, en communion avec le Patriarcat de Constantinople.

### Les Églises catholiques
- Église grecque-catholique melkite : Archéparchie de Pétra et Philadelphie (Amman), Église catholique orientale de rite byzantin
- Église catholique syriaque, Église catholique orientale de rite syriaque occidental
- Église catholique chaldéenne, Église catholique orientale de rite syriaque oriental : Vicariat patriarcal de Jordanie
- Patriarcat latin de Jérusalem (Église catholique romaine, Église latine) : Vicariat latin de Jordanie

### Les Églises anglicanes, protestantes et évangéliques
- Église évangélique luthérienne de Jordanie et de Terre Sainte
- Église adventiste du septième jour (source Seventh-day Adventist Yearbook)

## Situation actuelle
La Jordanie a vu s'installer de nombreux réfugiés des pays voisins parmi lesquels de nombreux chrétiens qui sont venus grossir la communauté chrétienne du pays (Palestiniens, Irakiens).